# あみみ
あみみは、日本の漫画家、イラストレーター。女性。

## 経歴
マッグガーデン刊の『BCアンソロジーコレクション おとぎ銃士赤ずきん』にて商業誌デビュー。また、イラストレーターとしてはイーグルパブリシング刊の『萌え萌え女神辞典』で商業デビューとなる。
商業デビュー以前の2005年頃から2011年現在に至るまで、個人サークル「M発電所」で同人活動をしている。商業作品にも彼女の同人作品のキャラクターが登場することがある。
2013年1月9日にホビージャパンより刊行された『萌える!妖精事典』に参加し、描きおろしの妖精イラストを収録。

## 作風
- 画風はカラフルな色使いと独特なポーズ（口元に手を寄せ、顔だけ振り返っている姿など）が多いことが特徴である。
- 全体的にポップで可愛らしいキャラクターが多い。
- 漫画作品は、絵柄とは対照的にシュールな内容である。
- また、キャラクターの設定も家庭環境が複雑であったり、友達がいなかったりとネガティブなものが多い。

## 作品リスト

### 連載
- はずむ!おじょうさま（『まんがタイムきららMAX』2007年10月号 - 2008年12月号、芳文社、全1巻）
- キモかわE!（『まんがぱれっとLite』Vol.13 - Vol.27、一迅社、全1巻）
- 悪魔のモカちゃん（『ヤングアンリアルJINGAI』[2]、キルタイムコミュニケーション、既刊2巻）

### 読み切り
- はろはろ★わーく[3]（『週刊ヤングジャンプ増刊アオハル0.99号』[4]、集英社）

### アンソロジー
- BCアンソロジーコレクション おとぎ銃士赤ずきん（マッグガーデン）

### イラスト
- 萌え萌えシリーズ（イーグルパブリシング）
  - 萌え萌え女神辞典
  - 萌え萌え悪魔辞典
  - 萌え萌え天使辞典
  - 萌え萌え妖精辞典
  - 萌え萌え戦乙女辞典
  - 萌え萌え妖怪辞典
- クリエイターのためのおんなのこデータベース2008（ジャイブ）

### ゲーム
- キモかわE!（5pb.）※キャラクターデザイン担当